# Sundacypha striata
Sundacypha striata är en trollsländeart som beskrevs av Orr 1999. Sundacypha striata ingår i släktet Sundacypha och familjen Chlorocyphidae. Inga underarter finns listade i Catalogue of Life.